# Рагачовски рејон
Рагачовски рејон (блр. Рагачоўскі раён; рус. Рогачёвский район) административна је јединица другог нивоа у северном делу Гомељске области у Републици Белорусији.
Административни центар рејона је град Рагачов.

## Географија
Рагачовски рејон обухвата територију површине 2.066,99 км² и на 7. је месту по површини у Гомељској области. Граничи се са Бабрујским, Бихавским, Славгарадским и Киравским рејонима Могиљовске области на западу и северу, те са Буда-Кашаљовским, Жлобинским и Кармјанским рејонима Гомељске области на југу и истоку.
Рељефом рејона доминира река Дњепар са својим притокама од којих је најважнија река Друт. Бројна су мања језера. Око 32% територије рејона покривено је шумама.

## Историја
Рејон је основан 17. јула 1924. године.

## Демографија
Према резултатима пописа из 2009. на том подручју стално је било насељено 60.933 становника или у просеку 29,41 ст/км².
Основу популације чине Белоруси (91,88%), Руси (4,91%) и остали (3,21%).
Административно рејон је подељен на подручје града Рагачова, који је уједно и административни центар рејона, на варошицу Белицк, и на још 17 сеоских општина. На целој територији рејона постоји укупно 211 насељених места.